# Styrka för Israel

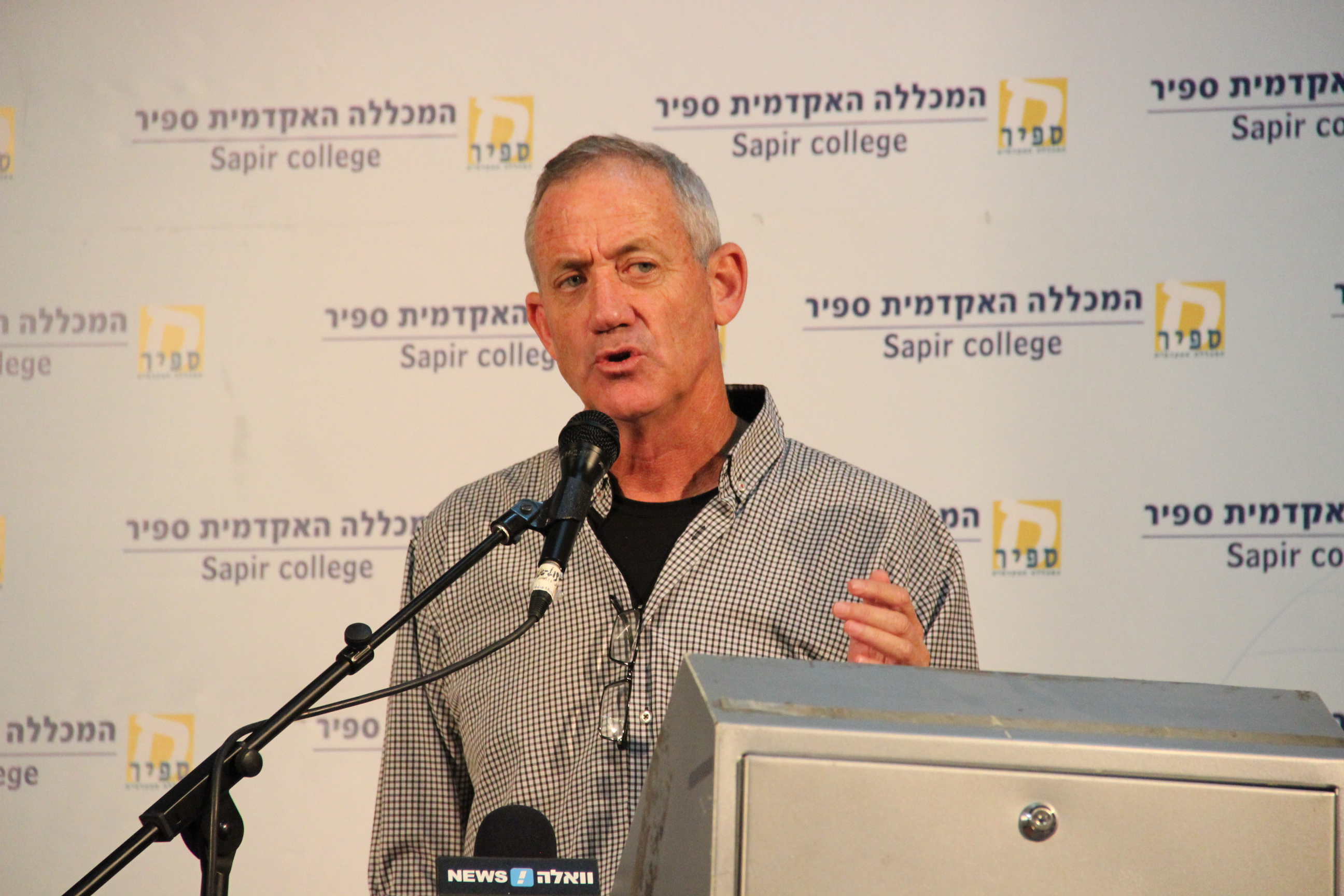
Benny Gantz vid Sderot Conference for Society, Sapir Academic College, 2015.

Styrka för Israel (חוסן ישראל), Israel Resilience Party på engelska, är ett politiskt mittenparti i Israel och ingår i Blåvitt-alliansen. "Styrka för Israel" grundades den 27 december 2018 av landets förre överbefälhavare Benny Gantz.

## Politik
Styrka för Israel har ännu inte publicerat något partiprogram men kan placeras i mitten på den politiska skalan.
Partiledaren Benny Gantz har sagt sig luta åt höger när det gäller försvarspolitik, vänster i fråga om sociala välfärdsfrågor samt förorda en liberal ekonomisk politik.